# Cameraria
Cameraria là chi thực vật có hoa trong họ Apocynaceae.